# 沃爾登 (喬治亞州)
沃爾登（英語：Walden）是位於美國喬治亞州比伯縣的一個非建制地區。該地的面積和人口皆未知。

## 地理
沃爾登的座標為32°42′30″N 83°39′56″W / 32.70833°N 83.66556°W，而該地的平均海拔高度為114米（即374英尺）。